# فرانسیسکو سانخوزه
فرانسیسکو سانخوزه (انگلیسی: Francisco Sanjosé؛ زادهٔ ۱۲ نوامبر ۱۹۵۲) بازیکن فوتبال اهل اسپانیا است.
از باشگاه‌هایی که در آن بازی کرده‌است می‌توان به باشگاه فوتبال سویا اشاره کرد.
وی همچنین در تیم ملی فوتبال زیر ۲۳ سال اسپانیا بازی کرده‌است.